# Siège de Jinju (1593)
Ne pas confondre avec Siège de Jinju (1592)
Guerre Imjin
Le second siège de Jinju est une bataille de l'invasion de la Corée menée par le daimyo Toyotomi Hideyoshi en 1593 au château de Jinju. Contrairement au premier siège de Jinju, cette bataille se termine par une victoire des Japonais. Les Coréens défendent le château désespérément avec diverses armes, dont des arcs, des armes de poing, des canons de la classe (hyeonja-chongtong (en)) « noirs », des coups de feu tirés à partir d'explosifs de mortiers, tuant de nombreux soldats japonais et détruisant des tours et des palissades de bambou. Les Coréens résistent pendant dix jours, jusqu'à ce qu'un pan de mur soit ébranlé par les sapeurs japonais cachés dans un panier blindé appelé « panier écaille de tortue », à l'origine du festival Uwajima Ushi-oni (en). La forteresse est finalement prise et le commandant de la garnison, Hwang Jin (en), tous ses défenseurs et des civils sont tués.

## Source de la traduction
- (en) Cet article est partiellement ou en totalité issu de l’article de Wikipédia en anglais intitulé « Siege of Jinju (1593) » (voir la liste des auteurs).